# رود مكدونالد (لاعب كرة قدم)
رود مكدونالد (بالإنجليزية: Rod McDonald) (11 أبريل 1992 في المملكة المتحدة - ) هو لاعب كرة قدم بريطاني في مركز الدفاع. لعب مع أولدهام أثلتيك وستوك سيتي ونادي نورثامبتون تاون ونادي هيرفورد وNantwich Town F.C. ‏ وستافورد رينجرز وتيلفورد يونايتد وColwyn Bay F.C. ‏.

## وصلات خارجية
- رود مكدونالد على موقع قاعدة بيانات كرة القدم.إي يو (الإنجليزية)
- رود مكدونالد على موقع Soccerbase.com (لاعب) (الإنجليزية)
- رود مكدونالد على موقع Soccerway.com (الإنجليزية)